# Pliszczyn (Ukraina)
Pliszczyn (ukr. Пліщин) – wieś na Ukrainie, w obwodzie chmielnickim, w rejonie szepetowskim. W 2023 roku liczyła 989 mieszkańców.
Pierwsza wzmianka o miejscowości pochodzi z 1648 roku.